# Mazantigade
Mazantigade er en gade i Kolding opkaldt efter Slotsmøllens forpagter fra 1856 til 1889 Axel Christian Gerhard Mazanti. Gaden hed oprindeligt Mazantivej, men efter Kolding gadenavnereform i 1937 fik gaden sit nuværende navn. Mazanti anlagde gaden selv i samarbejde med Statsbanerne i 1885 på det areal, som hørte under Slotsmøllen på den tid. Årsagen til at Slotsmøllen og Statsbanerne udlagde vejen var, at der derved blev skabt en forbindelse fra jernbanestationen til Fredericiavejen (nuværende Fredericiagade – Fynsvej).
Mazantigades mest dominerende bygning er Kolding Posthus, som i december 1951 blev placeret i en bygning på hjørnet af Banegårdspladsen og Mazantigade. I slutningen af 1970'erne var pladsen dog blevet alt for trang, og ejendommene i Mazantigade nr. 2 og 4 blev opkøbt og revet ned for at gøre plads for udvidelsen af posthuset. I 1954 blev Rutebilstationen også flyttet til pladsen mellem Mazantigade og jernbanen. 
Mazantigade blev d. 4. august 2017 ombygget til busgade, efter etableringen af 2 bussluser. Posthuset blev senere nedlagt som landets øvrige.